# Pierrefort
Ne doit pas être confondu avec Château de Pierrefort.
Pierrefort (Pèirafòrt en occitan) est une commune française, située dans le département du Cantal en région Auvergne-Rhône-Alpes.

## Géographie
Commune du Massif central sur le Vezou, elle fait partie du parc naturel régional des Volcans d'Auvergne.

### Localisation
Le pays de Pierrefort se situe dans la partie méridionale du département, à la limite des départements du Cantal et de l'Aveyron. Une grande partie du territoire est compris dans le parc des Volcans d'Auvergne au sud. L'activité volcanique est visible un peu partout sur le territoire.
Situé entre le Plomb du Cantal (1 855 m) et la vallée de la Truyère (650 m), le pays de Pierrefort présente un fort dénivelé (1 855 m - 650 m) pour une altitude moyenne de 1 000 m.
Cette situation offre donc une grande variation de paysages alternant montagnes, rivières, forêts de hêtres ou de conifères, de plateaux volcaniques ou de schiste. Le territoire communal est bordé à l'ouest à deux reprises par le Brezons, un affluent de la Truyère.
| Brezons                     | Cézens     |              |
| Saint-Martin-sous-Vigouroux | Pierrefort | Gourdièges   |
|                             | Paulhenc   | Sainte-Marie |

### Climat
Pour des articles plus généraux, voir Climat d'Auvergne-Rhône-Alpes et Climat du Cantal.
En 2010, le climat de la commune est de type climat de montagne, selon une étude du CNRS s'appuyant sur une série de données couvrant la période 1971-2000. En 2020, Météo-France publie une typologie des climats de la France métropolitaine dans laquelle la commune est exposée à un climat de montagne ou de marges de montagne et est dans la région climatique Ouest et nord-ouest du Massif Central, caractérisée par une pluviométrie annuelle de 900 à 1 500 mm, maximale en automne et en hiver.
Pour la période 1971-2000, la température annuelle moyenne est de 8,5 °C, avec une amplitude thermique annuelle de 15,4 °C. Le cumul annuel moyen de précipitations est de 1 324 mm, avec 12,1 jours de précipitations en janvier et 7,8 jours en juillet. Pour la période 1991-2020, la température moyenne annuelle observée sur la station météorologique de Météo-France la plus proche, sur la commune de Valuéjols à 17 km à vol d'oiseau, est de 8,7 °C et le cumul annuel moyen de précipitations est de 892,1 mm,. Pour l'avenir, les paramètres climatiques de la commune estimés pour 2050 selon différents scénarios d'émission de gaz à effet de serre sont consultables sur un site dédié publié par Météo-France en novembre 2022.

## Urbanisme

### Typologie
Au 1er janvier 2024, Pierrefort est catégorisée bourg rural, selon la nouvelle grille communale de densité à 7 niveaux définie par l'Insee en 2022.
Elle est située hors unité urbaine et hors attraction des villes,.

### Occupation des sols
L'occupation des sols de la commune, telle qu'elle ressort de la base de données européenne d’occupation biophysique des sols Corine Land Cover (CLC), est marquée par l'importance des territoires agricoles (80,6 % en 2018), une proportion sensiblement équivalente à celle de 1990 (80,7 %). La répartition détaillée en 2018 est la suivante : 
prairies (72,5 %), forêts (11,3 %), zones agricoles hétérogènes (8,1 %), milieux à végétation arbustive et/ou herbacée (4,5 %), zones urbanisées (3,6 %). L'évolution de l’occupation des sols de la commune et de ses infrastructures peut être observée sur les différentes représentations cartographiques du territoire : la carte de Cassini (XVIIIe siècle), la carte d'état-major (1820-1866) et les cartes ou photos aériennes de l'IGN pour la période actuelle (1950 à aujourd'hui).

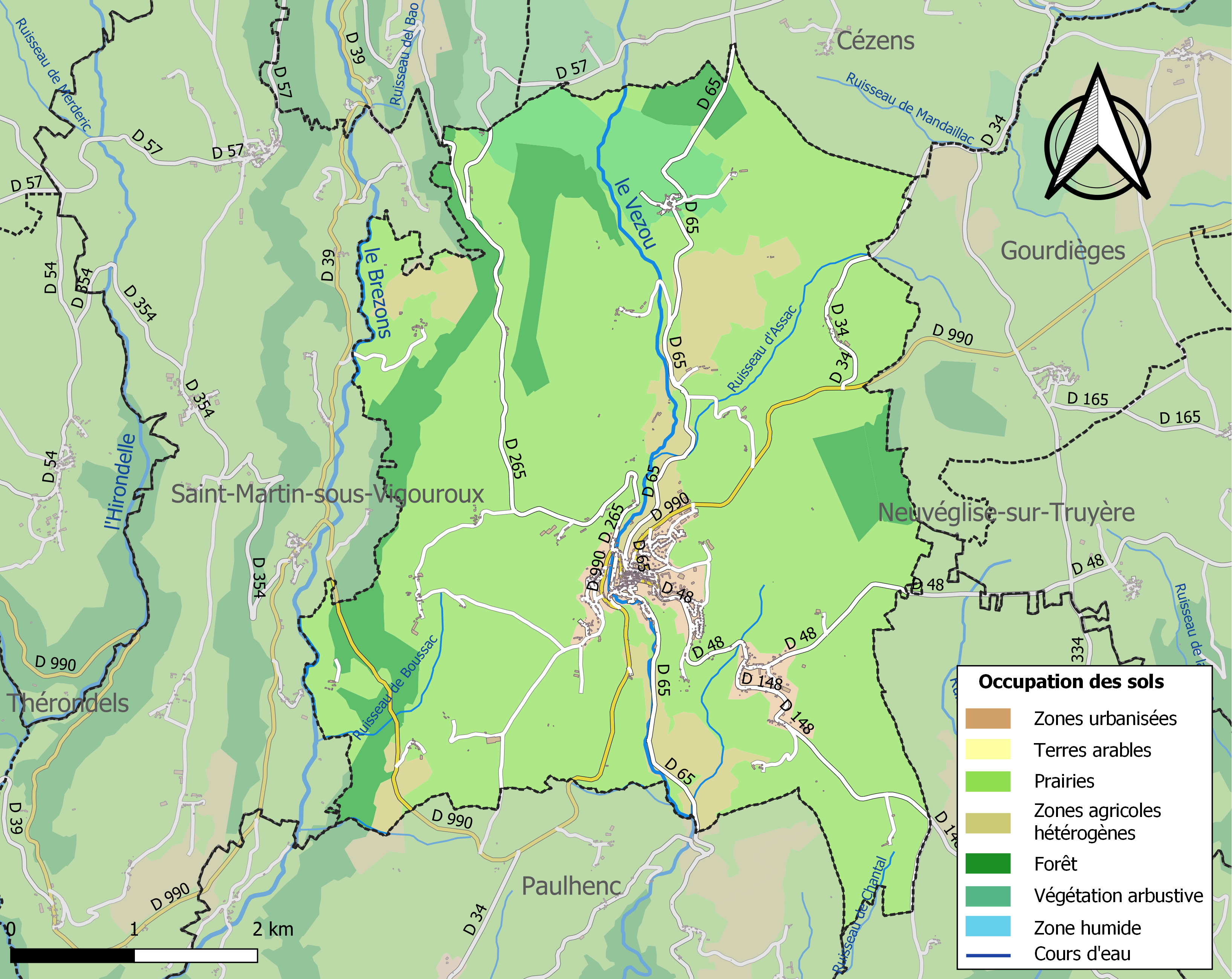
Carte des infrastructures et de l'occupation des sols de la commune en 2018 (CLC).

### Habitat et logement
En 2021, le nombre total de logements dans la commune était de 616, alors qu'il était de 618 en 2015 et de 601 en 2010.
Parmi ces logements, 65,4 % étaient des résidences principales, 19 % des résidences secondaires et 15,6 % des logements vacants. Ces logements étaient pour 79,1 % d'entre eux des maisons individuelles et pour 20,9 % des appartements.
Le tableau ci-dessous présente la typologie des logements à Pierrefort en 2021 en comparaison avec celle du Cantal et de la France entière. Une caractéristique marquante du parc de logements est ainsi une proportion de résidences secondaires et logements occasionnels (19 %) inférieure à celle du département (20,4 %) mais supérieure à celle de la France entière (9,7 %). Concernant le statut d'occupation de ces logements, 69 % des habitants de la commune sont propriétaires de leur logement (62,9 % en 2015), contre 70,8 % pour le Cantal et 57,5 pour la France entière.
| Typologie                                               | Pierrefort | Cantal | France entière |
| ------------------------------------------------------- | ---------- | ------ | -------------- |
| Résidences principales (en %)                           | 65,4       | 67,8   | 82,2           |
| Résidences secondaires et logements occasionnels (en %) | 19         | 20,6   | 9,7            |
| Logements vacants (en %)                                | 15,6       | 11,7   | 8,1            |

## Toponymie
Le nom de la commune provient d'un château qui autrefois surveillait la vallée de la Truyère. Il a été démantelé.
La toponymie de certains lieux du canton (Boussac, Paulhenc, Trénac) indique qu'il y a eu une occupation à l'époque gallo-romaine dans le secteur. En effet, la majorité des noms se terminant en ac signifie : « la villa de... ». Par exemple, Boussac était la villa de Buccius ou Buttius,.

## Histoire
Sous Charlemagne, il est nécessaire de mettre un peu d'ordre dans l'immense empire qu'est la France. On institue donc des organes réguliers du pouvoir central appelés « comtés ». Le canton de Pierrefort est rattaché au grand comté d'Auvergne. Ce grand comté est lui-même divisé en cinq comtés mineurs. Le canton de Pierrefort est situé sur la vicomté de Carlat à l'ouest et sur le comté de Tallende à l'est. Les comtés sont eux aussi divisés en vicairies. Pour Pierrefort, à l'est la vicairie de la Planèze et à l'ouest, la vicairie de Barrès.

### La naissance de Pierrefort (XIIe–XIIIesiècle)
À l'origine, la terre de Pierrefort appartient à Astorg de Curiole et Bernard Jurquet, qui est de la famille d'Oradour (tous deux sont de redoutables seigneurs).
En 1050, l'héritière des Jurquet épouse Astorg de Peyre. La terre passe ainsi dans les mains des seigneurs de Peyre, originaires du Gévaudan. C'est à ce moment-là que naît le Fort des Peyre, donc le village de Pierrefort.
La présence de la famille de Peyre sur les terres de Pierrefort est confirmée en 1177 par la donation de plusieurs droits sur le hameau de Fraissinet (près d'Oradour) au monastère de Bonneval par Guibert de Peyre.
C'est, entre 1200 et 1250 exactement, qu'apparaît la famille de Pierrefort qui est une branche de la famille de Peyre. Désormais, le prénom sera suivi de « Peyre de Pierrefort » puis uniquement de « Pierrefort ». Guillaume de Peyre de Pierrefort est le premier à s'appeler ainsi. Il est cité en 1250. Cette période est également celle de la construction du château. Sa situation privilégiée sur un éperon basaltique et entouré de grosses murailles, le rend imprenable jusqu'au XVIIe siècle.
À la même période Marc de Peyre de Pierrefort prétend au titre de premier baron d'Auvergne en raison de sa participation à la Croisade des albigeois. Ce titre est revendiqué par les barons d'Apchon, grands rivaux des Peyre. L'affaire n'est réglée que 150 ans plus tard (le 3 juillet 1369) et donne avantage aux barons de Peyre. Ce titre leur procure plusieurs avantages financiers, terriens et juridiques ainsi qu'une reconnaissance de supériorité sur les autres baronnies.
(cet acte est mis en doute par les historiens, mais la noblesse de ce temps accepte le document et le prend pour véritable).

### La guerre de Cent Ans (1337 - 1453)
Au XIVe siècle, Pierrefort est la ville principale d'une baronnie et cela n'échappe pas aux Anglais. En 1337, la frontière anglaise se trouve au Pont de Tréboul.
En 1360, Pierrefort est attaqué mais les murailles résistent un certain temps aux assauts anglais.
Finalement, Pierrefort est occupé et incendié deux fois avant 1363 et une fois partiellement avant 1373. L'édifice le plus endommagé est l'église Saint-Jean-Baptiste construite à l'extérieur de l'enceinte.
Peu après, Pierrefort est choisi comme point de réunion avec les Anglais.
Mais la guerre n'est pas terminée ; de nombreuses bandes armées demeurent encore sur le territoire et la région échappe aux exploits de Jeanne d'Arc.
C'est Bernard d'Armagnac (comte de Pardiac, vicomte de Carlat et de Murat, et par mariage, comte de la Marche, de Castres et duc de Nemours) qui "boute" les Anglais hors du territoire de Pierrefort en 1427.

### Les guerres de Religion (2demoitié duXVIe)
En 1562, la France est secouée par les guerres de Religion.
Dans un rapport au Roi Henri IV, le président de Vernyes (Président du Parlement de Paris au XVIe siècle) décrit le château de Pierrefort comme incommode et ses chemins impraticables pour les canons. On ne peut pas y tenir un siège. Le château de Pierrefort est donc choisi comme magasin d'approvisionnement pour les armées du Roi.

### Pierrefort duXVIeauXVIIe, la fin de la baronnie
Au début du XVIe siècle Bertrand de Pierrefort meurt sans postérité. Sa veuve donne la baronnie à René d'Hérail, son neveu. En échange, celui-ci prend le nom et les armes des Pierrefort. Cette coutume est très répandue. Lors d'un legs l'héritier doit obligatoirement ajouter à son propre nom et à ses armes, ceux du défunt. L'héritier devient également vassal des personnes (roi, seigneurs plus puissants, monastère...) dont le défunt était lui-même vassal.
Dès lors, le château n'est plus habité et seul un gardien y est maintenu. Ce dernier habite la maison située près de la mairie actuelle.
Après la destruction du château, Pierrefort sombre lentement à cause du désintérêt de ses propriétaires. Cette tendance s'accélère à partir de la deuxième moitié du XVIIe siècle, lorsque Marthe d'Hérail de Pierrefort de La Roue († 1717), baronne d'Ecotay, dernière héritière des Pierrefort, épouse vers 1669 Joseph-Philippe-Hyacinthe de Saint-Martin d'Aglié (di San Martino d’Agliè) (1650-1704), marquis de Rivarol en Piémont (marchese di Rivarolo) et de Saint-Germain (marchese di San Germano), commandant du Royal-Piémont puis maréchal de camp au service de Louis XIV.
- Leur fille Claudine de St-Martin d'Aglié marie le 27 juin 1700 François-Ignace de La Vaissière de Cantoinet. Sa galanterie et ses singularités défrayèrent longtemps la chronique scandaleuse du pays. Elle avait su persuader l'intendant du pays pour obtenir la construction d'un chemin partant d'Entraygues-sur-Truyère où elle possédait le château de Candèze, pour se rendre au château de Cantoinet (à Brieu) où elle demeurait, près de Sainte-Geneviève-sur-Argence.
- Et parmi leurs trois fils, Charles-Amédée Jean-Baptiste de St-Martin d'Aglié (Carlo Amedeo Giovan Battista di San Martino d’Agliè, marchese di Rivarolo) (né vers 1673/1674-† 1749) fut vice-roi de Sardaigne (Viceré di Sardegna) en 1735-1738 et gouverneur d'Alexandrie en 1747-1749 (cf. Enciclopedia Treccani (it).

### La Révolution française
Pendant la Révolution, l'église de Pierrefort sert de Temple de la Raison (temple ou l'on célèbre la nouvelle religion et le culte de l'Être suprême). Plusieurs croix sont également arrachées.
Malgré l'abandon du château par ses propriétaires et les destructions de la Révolution, Pierrefort est encore décrit au XIXe siècle, comme "l'endroit le plus considérable du Cantal et le centre de cette contrée".
En février 1790, la Foraine de Pierrefort est érigée en commune.

## Politique et administration

### Administration municipale
| Période                                  | Période                 | Identité         | Étiquette | Qualité                                                                |
| ---------------------------------------- | ----------------------- | ---------------- | --------- | ---------------------------------------------------------------------- |
| Les données manquantes sont à compléter. |                         |                  |           |                                                                        |
| mars 2001                                | mai 2020                | Louis Galtier    | UMP-LR    | Fonctionnaire Conseiller général du canton de Pierrefort (1988 → 2015) |
| mai 2020                                 | février 2025 Démission. | Philippe Mathieu |           | Cadre de La Poste                                                      |
| mars 2025                                | En cours                | René Pélissier   |           |                                                                        |

### Jumelages
La commune de Pierrefort n'est jumelée avec aucune autre commune.

## Population et société

### Démographie

#### Évolution démographique
L'évolution du nombre d'habitants est connue à travers les recensements de la population effectués dans la commune depuis 1793. Pour les communes de moins de 10 000 habitants, une enquête de recensement portant sur toute la population est réalisée tous les cinq ans, les populations de référence des années intermédiaires étant quant à elles estimées par interpolation ou extrapolation. Pour la commune, le premier recensement exhaustif entrant dans le cadre du nouveau dispositif a été réalisé en 2008.

En 2022, la commune comptait 891 habitants, en évolution de −1,33 % par rapport à 2016 (Cantal : −1,08 %, France hors Mayotte : +2,11 %).
| 1793  | 1800  | 1806  | 1821  | 1831  | 1836  | 1841  | 1846  | 1851  |
| ----- | ----- | ----- | ----- | ----- | ----- | ----- | ----- | ----- |
| 1 217 | 1 266 | 1 355 | 1 342 | 1 375 | 1 378 | 1 275 | 1 168 | 1 218 |

| 1856  | 1861  | 1866  | 1872  | 1876  | 1881  | 1886  | 1891  | 1896  |
| ----- | ----- | ----- | ----- | ----- | ----- | ----- | ----- | ----- |
| 1 101 | 1 122 | 1 134 | 1 238 | 1 110 | 1 092 | 1 191 | 1 231 | 1 207 |

| 1901  | 1906  | 1911  | 1921  | 1926  | 1931  | 1936  | 1946  | 1954  |
| ----- | ----- | ----- | ----- | ----- | ----- | ----- | ----- | ----- |
| 1 213 | 1 260 | 1 207 | 1 151 | 1 158 | 1 123 | 1 124 | 1 088 | 1 067 |

| 1962  | 1968  | 1975  | 1982  | 1990  | 1999  | 2006 | 2008 | 2013 |
| ----- | ----- | ----- | ----- | ----- | ----- | ---- | ---- | ---- |
| 1 067 | 1 090 | 1 131 | 1 091 | 1 017 | 1 002 | 932  | 911  | 914  |

| 2018 | 2022 | - | - | - | - | - | - | - |
| ---- | ---- | - | - | - | - | - | - | - |
| 891  | 891  | - | - | - | - | - | - | - |

#### Pyramide des âges
La population de la commune est relativement âgée. En 2021, le taux de personnes d'un âge inférieur à 30 ans s'élève à 23,7 %, soit un taux inférieur à la moyenne départementale (26,5 %). À l'inverse, le taux de personnes d'un âge supérieur à 60 ans (41,3 %) est supérieur au taux départemental (36,5 %).
En 2021, la commune comptait 450 hommes pour 463 femmes, soit un taux de 50,71 % de femmes, inférieur au taux départemental (51,1 %).
Les pyramides des âges de la commune et du département s'établissent comme suit :
| Hommes | Classe d’âge | Femmes |
| ------ | ------------ | ------ |
| 2,6    | 90 ou +      | 5,9    |
| 12     | 75-89 ans    | 19,6   |
| 20,4   | 60-74 ans    | 22,1   |
| 22,7   | 45-59 ans    | 18,2   |
| 15,6   | 30-44 ans    | 13,4   |
| 14,8   | 15-29 ans    | 12,1   |
| 11,9   | 0-14 ans     | 8,7    |

| Hommes | Classe d’âge | Femmes |
| ------ | ------------ | ------ |
| 1,2    | 90 ou +      | 3,1    |
| 10,1   | 75-89 ans    | 13,5   |
| 22,9   | 60-74 ans    | 22,6   |
| 21,8   | 45-59 ans    | 20,5   |
| 16,1   | 30-44 ans    | 15,2   |
| 13,8   | 15-29 ans    | 11,9   |
| 14,2   | 0-14 ans     | 13,3   |

### Manifestations culturelles et festivités
- Fête des Tersons : organisée tous les ans au printemps autour des bovins de race Aubrac[21].

### Sports et loisirs

#### Sports
- Chaque année, la course cycliste "Etape Sanfloraine" traverse Pierrefort en août. En Juillet, c'est la Pierrefortaise. Un club cycliste Pierrefortais a été créé récemment[Quand ?].
- Pierrefort dispose d'un club de football.

#### Loisirs
- Médiathèque du Pays de Pierrefort
- Théâtre : tous les deux ans a lieu une pièce de théâtre jouée par des comédiens amateurs (les Amis de théâtre de Pierrefort). Leur répertoire est varié.
  - "Les enfants d'Edouard" de M.G Sauvajon
  - "Le bal des voleurs" de J.Anouilh
  - "La poudre aux yeux" de E.Labiche
  - "Dix petits Nègres" d'après A.Christie
  - "La savetière prodigieuse" de F.G Lorca
  - "Treize à table" de M.G Sauvajon
  - "Dormez je le veux"
  - "Feu la mère de Madame" de G.Feydeau
  - "La barque sans pêcheur" d'Alejandro Casona
  - "Les rustres" de C.Goldoni
  - "La perruche et le poulet" de R.Thomas
  - "La Sauvage" de J.Anouilh
  - "À propos de pattes" de E.-J.Sorson
  - "Franches lippées" de T.Bernard
  - "La dame de l'aube" d'Alejandro Casona(2009)
- La Galerie d'art : « les Éléphants d’Armand », est située au cœur même du village de Pierrefort (place de la Fontaine). Lorsque l'on pénètre à l'intérieur, on ne peut qu'être surpris de voir un tel objet en terre auvergnate. C'est un réel dépaysement, nous quittons momentanément le Cantal pour nous introduire dans le continent africain.Nous découvrons ainsi des tableaux provenant d'Afrique du Sud (notamment du peintre Matondo) mais aussi des sculptures d'éléphants du célèbre sculpteur Van Den Bergue.
- La "Ballade culturelle" propose des spectacles tout au long de l'année dans différentes communes du Pays de Pierrefort.

### Vie associative
De nombreuses associations sont présentes à Pierrefort :
- Association les Tersons avec sa Fête des Tersons Aubrac (15 jours avant Pâques)
- Éruptions de couleurs avec sa Fête de la Peinture (2e samedi de juillet)
- La Petite Boule Montagnarde avec son Championnat d'Europe de Boules carrées
- l’Association Familiale et rurale (CLSH en été, nombreuses activités durant les vacances scolaires pour enfants et adultes)
- Association Mémoire
- Associations sportives:
  - Family Football
  - Etoile Sportive Pierrefortaise (club de foot)
  - Association basket Pierrefort (pour enfants et adultes)
- Amicale des Sapeurs-pompiers
- Association des vieux camions rouges
- Association des donneurs de sang
- Montrozier-club (club des aînés ruraux)
- Association chrétienne d'entraide et d'animations des personnes âgées
- Association pour l'Animation du Pays de Pierrefort (randonnées accompagnées, VTT, tir à l'arc, orientation...)
- Société de pêche
- Association de chasse
- Comice agricole
- Pierrefort détente (cours de gym)
- Club cycliste, depuis Avril 2020

## Économie
- Agriculture et élevage (bovins essentiellement)
- Artisans : menuiserie, plomberie, couvreurs, travaux publics, électriciens, maçons,
- Commerces : boulangerie, boucheries, cafés, hôtels, restaurants, fleurs et décoration, fromageries, supérettes, librairie-papeterie, salons de coiffure
- Services : maison des services, médiathèque, office de tourisme, banques, médecins, pharmacies, vétérinaires, kinésithérapeute, dentiste, infirmières, maison de retraite, centre pour handicapés, assurances, école primaire, collège, taxis, transporteur, la Poste
- Tourisme : aire d'accueil pour camping cars, D 990 - côte de Chabridet - nord du bourg, route de Saint-Flour, devant le collège.

## Culture locale et patrimoine

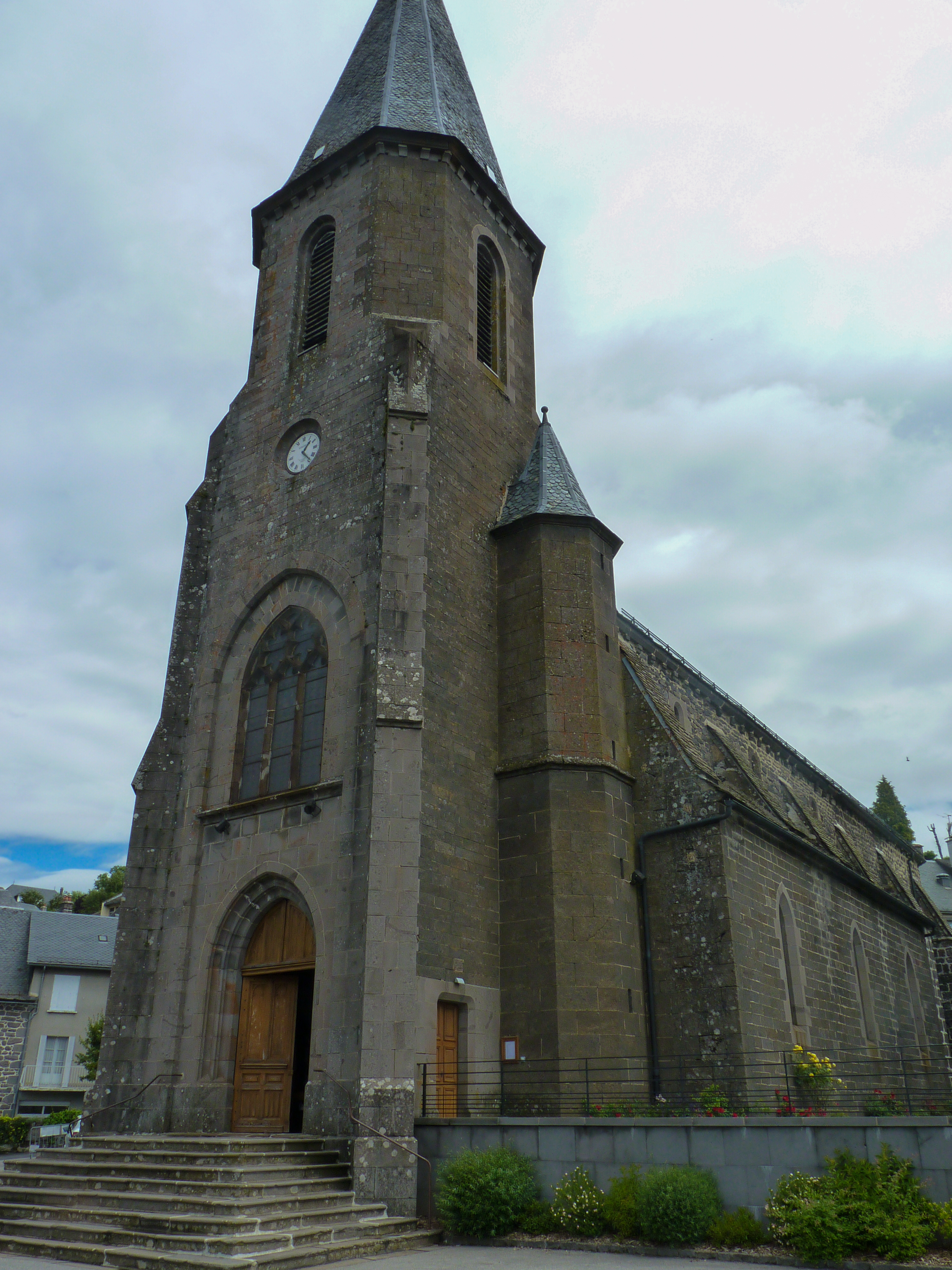
Église Saint-Jean-Baptiste.

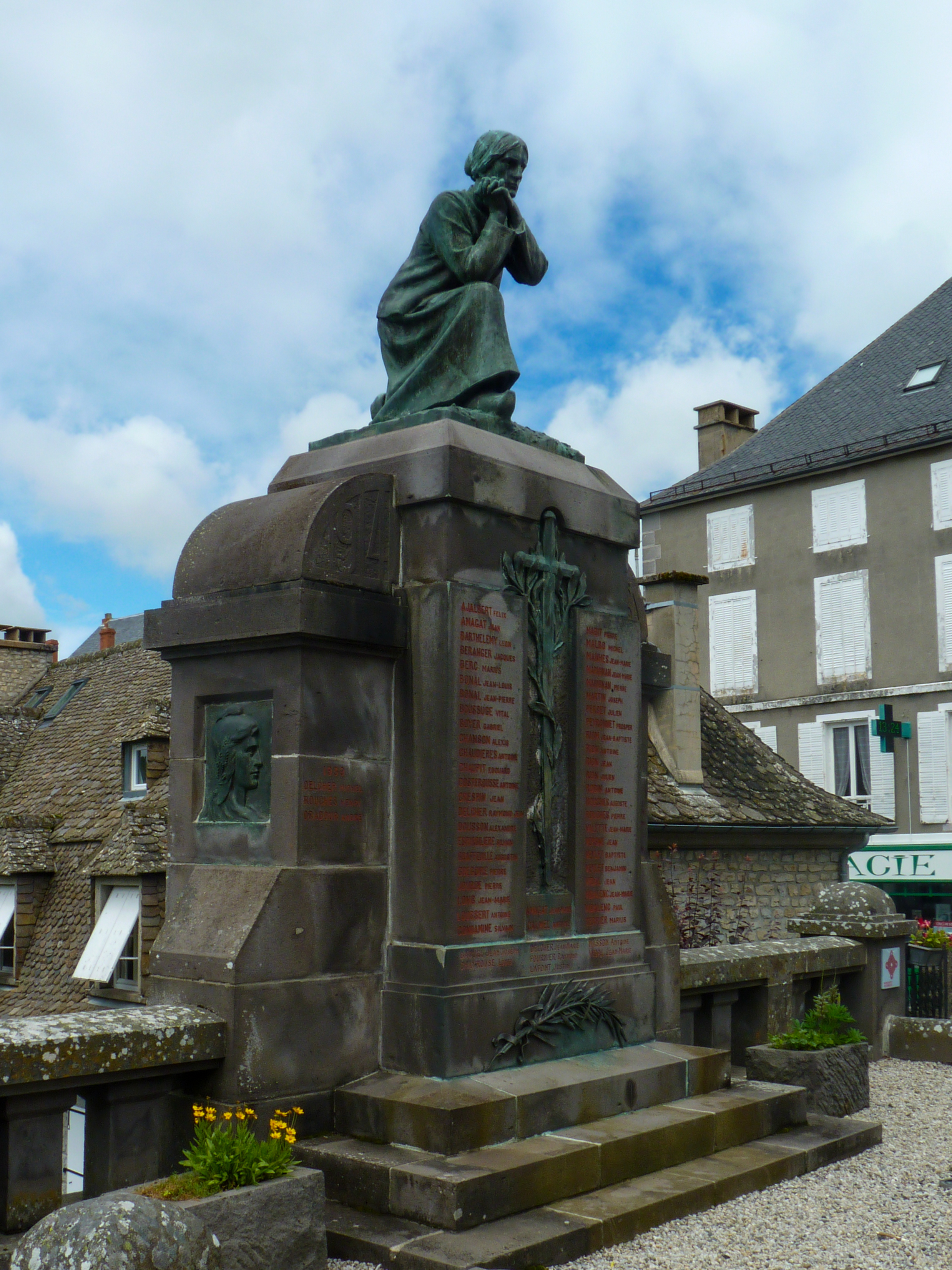
Monument aux morts.

### Lieux et monuments
- Ancienne ville fortifiée
- Église paroissiale Saint Jean-Baptiste
- Monument aux morts érigé en 1927, œuvre du sculpteur Maurice-Joseph Grandet[22]
- Chapelle et moulin de Planchis

### Personnalités liées à la commune
- Jacques Méjansac, homme politique né le 27 septembre 1750 à Pierrefort (Cantal) et mort le 14 octobre 1837 à Saint-Flour (Cantal).
- Jean-François Clavière, né le 10 mai 1754 à Pierrefort (Cantal) et mort le 24 février 1835 à Nozerolles (Cantal), homme politique, député du Cantal au Conseil des Cinq-Cents.
- Jean-Baptiste Devillas, député à l'Assemblée nationale de 1789 à 1791, président du Conseil général du Cantal en 1804 et 1807.
- Antoine Richard du Cantal (1802-1891), député, vétérinaire et agronome né sur la commune.
- Armand Bory (1844-1931), député du Cantal (1891-1898) et (1910-1914), conseiller général du canton de Pierrefort (1880-1925)
- Jean Todt, manager de Ferrari, puis président de la Fédération internationale de l'automobile, né à Pierrefort. Une rue à son nom a été inaugurée à Pierrefort le 5 janvier 2001.
- Sylvie Pullès, accordéoniste, médaillée de la ville.

### Héraldique
| Pierrefort | Le blasonnement de Pierrefort est : D'or à la bordure de gueules. |